# سائول کراویوتو
سائول کراویوتو (اسپانیایی: Saúl Craviotto‎؛ زادهٔ ۳ نوامبر ۱۹۸۴) یک قایقران کایاک اهل اسپانیا است.
وی در مسابقات بین‌المللی در مجموع برندهٔ ۶ مدال طلا، ۳ مدال نقره، ۴ مدال برنز شده‌است.